# August Wilhelm Ernesti
August Wilhelm Ernesti est un philologue allemand, né le 26 novembre 1733 à Frohndorf et mort le 29 juillet 1801 à Leipzig. Il est professeur de philosophie et d'éloquence à Leipzig. Il est le neveu de Johann August Ernesti.
Il donne des éditions estimées de Tite-Live, Leipzig, 1801-1804; de Quintilien, 1769; d’Ammien-Marcellin, 1773; de Pomponius Mela, 1773.

## Source
Cet article comprend des extraits du Dictionnaire Bouillet. Il est possible de supprimer cette indication, si le texte reflète le savoir actuel sur ce thème, si les sources sont citées, s'il satisfait aux exigences linguistiques actuelles et s'il ne contient pas de propos qui vont à l'encontre des règles de neutralité de Wikipédia.